# 岐阜市立長森東小学校
岐阜市立長森東小学校（ぎふしりつ ながもりひがししょうがっこう）は、岐阜県岐阜市にある公立小学校。

## 沿革
- 1982年（昭和57年）4月1日 - 長森北小学校から分離し、岐阜市立長森東小学校として開校[1]。

## 通学区域
- 岩地1-4丁目、琴塚1-4丁目、水海道1-5丁目、天池1・2丁目[2]

## 進学先中学校
- 岐阜市立長森中学校

## 交通アクセス
- 岐阜バス

尾崎団地線（JR岐阜駅バスターミナルからは諏訪山団地（B58）・テクノプラザ（B57）・各務原高校前（B59）行）「佐兵衛星新田」バス停より徒歩約10分。